# Carex coxiana
Carex coxiana är en halvgräsart som beskrevs av Donald Petrie. Carex coxiana ingår i släktet starrar, och familjen halvgräs.
Artens utbredningsområde är Chathamöarna. Inga underarter finns listade i Catalogue of Life.